# جيورجي سلافكوف
جيورجي سلافكوف (بالبلغارية: Георги Славков)‏ ، من مواليد 18 سبتمبر 1958 ، لاعب كرة قدم بلغاري سابق حاز على جائزة الحذاء الذهبي الأوروبي في عام 1981 توفي في 21 يناير 2014 .

## روابط خارجية
- جيورجي سلافكوف على موقع قاعدة بيانات كرة القدم.إي يو (الإنجليزية)
- جيورجي سلافكوف على موقع ناشيونال فوتبول تيمز (الإنجليزية)
- جيورجي سلافكوف على موقع عالم كرة القدم.نت (الإنجليزية)